# Mondo Freudo
Mondo Freudo è un film del 1966, diretto da Lee Frost.